# Gran Premi dels Estats Units del 2019
El Gran Premi dels Estats Units de Fórmula 1 de la temporada 2019 s'ha disputat al Circuit de les Amèriques, a Austin de l'1 al 3 de novembre del 2019.

## Qualificació
La qualificació va ser realitzat en el dia 2 de novembre.
| Pos                  | No | Pilot              | Constructor           | Part 1   | Part 2   | Part 3   | Sortida |
| -------------------- | -- | ------------------ | --------------------- | -------- | -------- | -------- | ------- |
| 1                    | 77 | Valtteri Bottas    | Mercedes              | 1:33.750 | 1:33.160 | 1:32.029 | 1       |
| 2                    | 5  | Sebastian Vettel   | Ferrari               | 1:33.766 | 1:32.782 | 1:32.041 | 2       |
| 3                    | 33 | Max Verstappen     | Red Bull-Honda        | 1:33.549 | 1:33.120 | 1:32.096 | 3       |
| 4                    | 16 | Charles Leclerc    | Ferrari               | 1:33.988 | 1:32.760 | 1:32.137 | 4       |
| 5                    | 44 | Lewis Hamilton     | Mercedes              | 1:33.454 | 1:33.045 | 1:32.321 | 5       |
| 6                    | 23 | Alexander Albon    | Red Bull-Honda        | 1:33.984 | 1:32.898 | 1:32.548 | 6       |
| 7                    | 55 | Carlos Sainz Jr.   | McLaren-Renault       | 1:33.916 | 1:33.422 | 1:32.847 | 7       |
| 8                    | 4  | Lando Norris       | McLaren-Renault       | 1:33.353 | 1:33.316 | 1:33.175 | 8       |
| 9                    | 3  | Daniel Ricciardo   | Renault               | 1:33.835 | 1:33.608 | 1:33.488 | 9       |
| 10                   | 10 | Pierre Gasly       | Toro Rosso-Honda      | 1:33.556 | 1:33.715 | 1:33.601 | 10      |
| 11                   | 27 | Nico Hülkenberg    | Renault               | 1:34.092 | 1:33.815 |          | 11      |
| 12                   | 20 | Kevin Magnussen    | Haas-Ferrari          | 1:33.812 | 1:33.979 |          | 12      |
| 13                   | 26 | Daniïl Kviat       | Toro Rosso-Honda      | 1:34.138 | 1:33.989 |          | 13      |
| 14                   | 18 | Lance Stroll       | Racing Point-Mercedes | 1:33.921 | 1:34.100 |          | 14      |
| 15                   | 8  | Romain Grosjean    | Haas-Ferrari          | 1:34.161 | 1:34.158 |          | 15      |
| 16                   | 99 | Antonio Giovinazzi | Alfa Romeo-Ferrari    | 1:34.226 |          |          | 16      |
| 17                   | 7  | Kimi Räikkönen     | Alfa Romeo-Ferrari    | 1:34.369 |          |          | 17      |
| 18                   | 63 | George Russell     | Williams-Mercedes     | 1:35.372 |          |          | 18      |
| 19                   | 11 | Sergio Pérez       | Racing Point-Mercedes | 1:35.808 |          |          | PL1     |
| 20                   | 88 | Robert Kubica      | Williams-Mercedes     | 1:35.889 |          |          | 19      |
| 107% Temps: 1:39.887 |    |                    |                       |          |          |          |         |
| Font:                |    |                    |                       |          |          |          |         |

Notes
- ^1  – Sergio Pérez fou penalizat amb sortir des del pit-lane per no aturar-se per la pesatge de la FIA després de la segona sessió d'entrenaments lliures.

## Resultats de la Cursa
La cursa va ser realitzat en el dia 3 de novembre.
| Pos                                                               | No | Pilot              | Constructor           | Voltes | Temps / Retirada | Pos.Sortida | Punts |
| ----------------------------------------------------------------- | -- | ------------------ | --------------------- | ------ | ---------------- | ----------- | ----- |
| 1                                                                 | 77 | Valtteri Bottas    | Mercedes              | 56     | 1:33:55.653      | 1           | 25    |
| 2                                                                 | 44 | Lewis Hamilton     | Mercedes              | 56     | +4.148           | 5           | 18    |
| 3                                                                 | 33 | Max Verstappen     | Red Bull-Honda        | 56     | +5.002           | 3           | 15    |
| 4                                                                 | 16 | Charles Leclerc    | Ferrari               | 56     | +52.239          | 4           | 131   |
| 5                                                                 | 23 | Alexander Albon    | Red Bull-Honda        | 56     | +1:18.038        | 6           | 10    |
| 6                                                                 | 3  | Daniel Ricciardo   | Renault               | 56     | +1:30.366        | 9           | 8     |
| 7                                                                 | 4  | Lando Norris       | McLaren-Renault       | 56     | +1:30.764        | 8           | 6     |
| 8                                                                 | 55 | Carlos Sainz Jr.   | McLaren-Renault       | 55     | +1 volta         | 7           | 4     |
| 9                                                                 | 27 | Nico Hülkenberg    | Renault               | 55     | +1 volta         | 11          | 2     |
| 10                                                                | 11 | Sergio Pérez       | Racing Point-Mercedes | 55     | +1 volta         | PL          | 1     |
| 11                                                                | 7  | Kimi Räikkönen     | Alfa Romeo-Ferrari    | 55     | +1 volta         | 17          |       |
| 12                                                                | 26 | Daniïl Kviat       | Toro Rosso-Honda      | 55     | +1 volta         | 132         |       |
| 13                                                                | 18 | Lance Stroll       | Racing Point-Mercedes | 55     | +1 volta         | 14          |       |
| 14                                                                | 99 | Antonio Giovinazzi | Alfa Romeo-Ferrari    | 55     | +1 volta         | 16          |       |
| 15                                                                | 8  | Romain Grosjean    | Haas-Ferrari          | 55     | +1 volta         | 15          |       |
| 16                                                                | 10 | Pierre Gasly       | Toro Rosso-Honda      | 54     | +2 voltes        | 10          |       |
| 17                                                                | 63 | George Russell     | Williams-Mercedes     | 54     | +2 voltes        | 18          |       |
| 18                                                                | 20 | Kevin Magnussen    | Haas-Ferrari          | 52     | +4 voltes        | 12          |       |
| Ret                                                               | 88 | Robert Kubica      | Williams-Mercedes     | 31     | Vessament de oli | 19          |       |
| Ret                                                               | 5  | Sebastian Vettel   | Ferrari               | 7      | Suspensió        | 2           |       |
| Volta ràpida: Charles Leclerc (Ferrari) – 1:36.169 (en el lap 44) |    |                    |                       |        |                  |             |       |
| Font:                                                             |    |                    |                       |        |                  |             |       |

Notes

- ^1  – Inclòs 1 punt extra per la volta ràpida.
- ^2  – Daniil Kviat fou penalitzat amb cinc segons al seu temp final per causar una col·lisió amb Sergio Pérez.

## Classificació després de la Cursa
| Pos. | Pilot            | Punts | Canvis     |
| ---- | ---------------- | ----- | ---------- |
| 1    | Lewis Hamilton   | 381   | =          |
| 2    | Valtteri Bottas  | 314   | =          |
| 3    | Charles Leclerc  | 249   | =          |
| 4    | Max Verstappen   | 235   | Augment    |
| 5    | Sebastian Vettel | 230   | Disminució |

| Pos. | Constructor     | Punts | Canvis |
| ---- | --------------- | ----- | ------ |
| 1    | Mercedes        | 695   | =      |
| 2    | Ferrari         | 479   | =      |
| 3    | Red Bull-Honda  | 366   | =      |
| 4    | McLaren-Renault | 121   | =      |
| 5    | Renault         | 83    | =      |